# Живојин Жујовић
Живојин Жујовић (Врачевић, 10. новембар 1838 — Београд, 25. април 1870) је био српски публициста и први српски социјалистички идеолог.

## Биографија
Основе писмености стекао је у манастиру Боговађа, а затим наставио школовање на Богословији у Београду. Школовање је наставио у Русији на Духовној семинарији у Кијеву и Духовномј академији у Петрограду.
Своју публицистичку делатност започео је у Петрограду сарађујући са тамошњим часописима, међу којима треба издвојити „Савременик“ и „Отаџбински записи“. Кад му је у октобру 1864. укинута државна стипендија због наводне везе с вођама опозиције, Жујовић је после извесног времена отишао из Русије, живео до марта 1866. у Минхену, одакле је прешао у Швајцарску у Цириху.
Ту је већ болестан на плућима, у лето 1867. завршио „Курс правних и социјалних наука“, а посебно се заинтересовао за учење француских, немачких и енглеских Социјал-утописта, од којих је нека после пропагирао и популаризовао у својим радовима, као што су „О надници“, „Упоредни напредак слободе и рада“, „Општа начела у савременом друштву, по Прудону“, „Закон о радњама“.
Светозар Марковић га је назвао првим социјалистом међу Србима.
По повратку у Србију Жујовић није успео да добије катедру на Великој школи, на чему је настојао, већ је постављен за чиновника у Министарству финансија. Писао је у „Гласнику Српског ученог друштва“, „Летопису Матице српске“ и у листу „Србија“.